# Thomas De Lage Sumter
Thomas De Lage Sumter (* 14. November 1809 in Germantown, Pennsylvania; † 2. Juli 1874 bei Stateburg, South Carolina) war ein US-amerikanischer Politiker. Zwischen 1839 und 1843 vertrat er den Bundesstaat South Carolina im US-Repräsentantenhaus.

## Werdegang
Thomas Sumter war ein Sohn des Diplomaten und Vizegouverneurs Thomas Sumter junior (1768–1840) und ein Enkel von US-Senator Thomas Sumter (1734–1832). Er besuchte die öffentlichen Schulen in Edgehill in der Nähe von Stateburg. Danach absolvierte er bis 1835 die US-Militärakademie in West Point (New York). Bis 1841 diente er als Offizier in der US-Armee. Dabei wurde er auch im Seminolenkrieg eingesetzt.
Nach seiner Militärzeit wurde er Eigentümer und Betreiber der Plantage „South Mount“ in der Nähe von Stateburg. Gleichzeitig begann er als Mitglied der Demokratischen Partei eine politische Laufbahn. 1838 wurde er im siebten Wahlbezirk von South Carolina in das US-Repräsentantenhaus in Washington, D.C. gewählt, wo er am 4. März 1839 die Nachfolge von Robert Rhett antrat. Diesen Distrikt vertrat er bis zum 3. März 1841 im Kongress. Bei den Wahlen des Jahres 1842 wurde er für den achten Bezirk erneut in das US-Repräsentantenhaus gewählt. Dort wurde er Nachfolger von James Rogers. Während seiner Zeit im Kongress wurde das Thema einer möglichen Annexion der seit 1836  von Mexiko unabhängigen Republik Texas kontrovers diskutiert. Sumter war der letzte Kongressabgeordnete des achten Wahlbezirks von South Carolina, weil dieser anschließend aufgelöst wurde.
1842 kandidierte Thomas Sumter in keinem anderen Wahlkreis für seinen Verbleib im Kongress. In den folgenden Jahren arbeitete er wieder auf seiner Plantage. Außerdem war er als Lehrer und Landvermesser tätig. Darüber hinaus stieg er als Angestellter der South Carolina Railroad Co. auch noch in das Eisenbahngeschäft ein. Thomas Sumter starb am 2. Juli 1874 auf seiner Plantage bei Stateburg.